# Rhynchodontodes vartianae
Rhynchodontodes vartianae är en fjärilsart som beskrevs av Edward P. Wiltshire 1971. Rhynchodontodes vartianae ingår i släktet Rhynchodontodes och familjen nattflyn. Inga underarter finns listade.